# Alenka Cuderman
Alenka Cuderman (* 13. Juni 1961 in Kranj, SFR Jugoslawien) ist eine ehemalige slowenische Handballspielerin, die dem Kader der jugoslawischen Nationalmannschaft angehörte. Sie wurde auf der Spielposition Linksaußen eingesetzt.

## Karriere

### Im Verein
Cuderman begann das Handballspielen im Jahr 1972 beim jugoslawischen Verein RK Preddvor und schloss sich vier Jahre später ŽRK Olimpija Ljubljana an. Zwischen 1980 und 1984 lief Cuderman für ŽRK Radnički Belgrad auf, mit dem sie in jeder Spielzeit die jugoslawische Meisterschaft sowie im Jahr 1984 den Europapokal der Landesmeister gewann. Anschließend kehrte sie zu Olimpija Ljubljana zurück. Nachdem Cuderman in der Saison 1987/88 für den jugoslawischen Verein OŽRK Jedinstvo Tuzla aufgelaufen war, spielte sie in der Saison 1988/89 für den deutschen Bundesligisten TV Lützellinden. Mit Lützellinden gewann sie 1989 sowohl die deutsche Meisterschaft als auch den DHB-Pokal. Zuletzt war sie in den Spielzeiten 1989/90 und 1992/93 beim Schweizer Verein Servette Genève als Spielerin und Trainerin tätig.

### In Auswahlmannschaften
Cuderman gehörte dem Kader der jugoslawischen Juniorinnennationalmannschaft an, mit der sie 1979 die Bronzemedaille und 1981 die Silbermedaille bei der U-20-Weltmeisterschaft gewann. Für die jugoslawische A-Nationalmannschaft absolvierte sie 75 Länderspiele. Mit der jugoslawischen Auswahl gewann sie die Bronzemedaille bei der Weltmeisterschaft 1982 sowie die Goldmedaille bei den Olympischen Spielen 1984.

### Nach der sportlichen Laufbahn
Cuderman war zwischen 2000 und 2011 bei der Europäischen Handballföderation und zwischen 2005 und 2011 bei der Internationalen Handballföderation als Delegierte tätig. Weiterhin war sie zwischen 2000 und 2010 Mitglied des Berufungsgerichtes der Europäischen Handballföderation.